# Плавание на открытой воде на чемпионате мира по водным видам спорта 2019
Соревнования по плаванию на открытой воде на чемпионате мира 2019 прошли с 13 по 19 июля. Были разыграны 7 комплектов наград.
Соревнования прошли в EXPO Ocean парке.

## Правила плавания на открытой воде
Плавание на открытой воде не накладывает никаких ограничений на стиль плавания, но свободный стиль, как правило, предпочтительнее. Будет прямой финал как мужских, так и женских соревнований. Пловцы должны стартовать с указанной стартовой площадки и следовать круговым курсом протяженностью 1,666 км (или 2,5 км). Они должны пройти весь назначенный курс, не нарушая обратных буев и указателей курса. Пловцам разрешается принимать пищу во время соревнований. Пловцы заканчивают гонку пересекая финишный створ и касаясь вертикальной финишной стены.

## История плавания на открытой воде
Во время первых трех Олимпийских игр (1896, 1900, 1904) все соревновательное плавание проводилось в открытой водной среде. Открытая вода стала официальным видом спорта на Олимпийских играх 2008 года в Пекине в дисциплине 10 километров. На соревнованиях FINA 25-километровый заплыв стал официальным в 1991 году, 5 км в 1998 году и 10 км в 2001 году. В 2011 году командные соревнования были включены в программу.

## Расписание
Дано южнокорейское время.
| Дата         | Время | Соревнование                  |
| ------------ | ----- | ----------------------------- |
| 13 июля 2019 | 10:00 | 5 км, мужчины                 |
| 14 июля 2019 | 10:00 | 10 км, женщины                |
| 16 июля 2019 | 10:00 | 10 км, мужчины                |
| 17 июля 2019 | 10:00 | 5 км, женщины                 |
| 18 июля 2019 | 10:00 | 4×1,25 км, смешанная эстафета |
| 19 июля 2019 | 8:30  | 25 км, мужчины                |
| 19 июля 2019 | 8:45  | 25 км, женщины                |

## Медалисты

#### Мужчины
| Дисциплина | Золото                    | Золото    | Серебро                    | Серебро   | Бронза                   | Бронза    |
| ---------- | ------------------------- | --------- | -------------------------- | --------- | ------------------------ | --------- |
| 5 км       | Криштоф Рашовски Венгрия  | 53:22,2   | Логан Фонтен Франция       | 53:32,2   | Эрик Хедлин Канада       | 53:32,4   |
| 10 км      | Флориан Веллброк Германия | 1:47:55,9 | Марк-Антуан Оливье Франция | 1:47:56,1 | Роб Мюффельс Германия    | 1:47:57,4 |
| 25 км      | Аксель Реймон Франция     | 4:51:06.2 | Кирилл Беляев Россия       | 4:51:06.5 | Алессио Оккипинти Италия | 4:51:09.5 |

#### Женщины
| Дисциплина | Золото                     | Золото    | Серебро                | Серебро   | Бронза                          | Бронза    |
| ---------- | -------------------------- | --------- | ---------------------- | --------- | ------------------------------- | --------- |
| 5 км       | Ана Марсела Кунья Бразилия | 57:56,0   | Орели Мюллер Франция   | 57:57,0   | Анна Мур США Леони Бек Германия | 57:58,0   |
| 10 км      | Синь Синь Китай            | 1:54:47,2 | Хейли Андерсон США     | 1:54:48,1 | Ракеле Бруни Италия             | 1:54:49,9 |
| 25 км      | Ана Марсела Кунья Бразилия | 5:08:03.0 | Финниа Вунрам Германия | 5:08:11.6 | Лара Гранжон Франция            | 5:08:21.2 |

#### Смешанные командные дисциплины
| Дисциплина | Золото                                                          | Золото  | Серебро                                                                                  | Серебро | Бронза                                                                    | Бронза  |
| ---------- | --------------------------------------------------------------- | ------- | ---------------------------------------------------------------------------------------- | ------- | ------------------------------------------------------------------------- | ------- |
| 4×1,25 км  | Германия · Лиа Бой · Сара Кёлер · Сёрен Майсснер · Роб Мюффельс | 53:58.7 | Италия · Ракеле Бруни · Джулия Габбриэллески · Доменико Ачеренца · Грегорио Пальтриньери | 53:58.9 | США · Хейли Андерсон · Джордан Вилимовски · Эшли Твичелл · Майкл Бринегар | 53:59.0 |

## Медальный зачёт
| Общее количество медалей | Общее количество медалей | Общее количество медалей | Общее количество медалей | Общее количество медалей | Общее количество медалей |
| ------------------------ | ------------------------ | ------------------------ | ------------------------ | ------------------------ | ------------------------ |
| Место                    | Страна                   | Золото                   | Серебро                  | Бронза                   | Всего                    |
| 1                        | Германия                 | 2                        | 1                        | 2                        | 5                        |
| 2                        | Бразилия                 | 2                        | 0                        | 0                        | 2                        |
| 3                        | Франция                  | 1                        | 3                        | 1                        | 5                        |
| 4                        | Венгрия                  | 1                        | 0                        | 0                        | 1                        |
| 5                        | Китай                    | 1                        | 0                        | 0                        | 1                        |
| 6                        | США                      | 0                        | 1                        | 2                        | 3                        |
| 7                        | Италия                   | 0                        | 1                        | 2                        | 3                        |
| 8                        | Россия                   | 0                        | 1                        | 0                        | 1                        |
| 9                        | Канада                   | 0                        | 0                        | 1                        | 1                        |
| Всего:                   | Всего:                   | 7                        | 7                        | 8                        | 22                       |